# Tom Dean
Thomas „Tom“ William Darnton Dean MBE (* 2. Mai 2000 in London) ist ein britischer Schwimmer.
Seinen ersten internationalen Erfolg feierte Dean 2017 bei den Jugendeuropameisterschaften in Netanja. Über 200 m Lagen gewann er Gold, über 400 m Lagen Silber. Auch im Folgejahr nahm er an den Jugendeuropameisterschaften in Helsinki teil. Dort gewann er erneut Gold über 200 m Lagen, über 400 m Lagen sicherte er sich die Bronzemedaille und mit der Staffel über 4 × 200 m Freistil errang er ebenfalls Bronze. Nur einen Monat später war er erstmals Teilnehmer an Schwimmeuropameisterschaften. Im schottischen Glasgow gewann er mit der Staffel über 4 × 200 m Freistil Gold. 2019 sicherte er sich bei den ebenfalls in Glasgow ausgetragenen Kurzbahneuropameisterschaften die Silbermedaille über 400 m Freistil. Bei den 2021 stattfindenden Europameisterschaften 2020 in Budapest wurde der Brite sechsfacher Medaillengewinner. Mit Staffeln über 4 × 100 m Freistil Mixed, 4 × 200 m Freistil Mixed, 4 × 100 m Lagen, 4 × 100 m Freistil und 4 × 200 m Freistil gewann er drei Mal Gold und zwei Mal Silber. In der Einzeldisziplin über 200 m Freistil sicherte er sich Bronze. Die ebenfalls 2021 ausgetragenen Olympischen Spiele beendete er mit zwei Goldmedaillen über 200 m Freistil und 4 × 200 m Freistil.
Bei den Weltmeisterschaften 2023 im japanischen Fukuoka wurde Dean Vizeweltmeister über 200 Meter Freistil und Weltmeister mit der Staffel. Ein Jahr später bei den Olympischen Spielen in Paris konnte die britische Freistilstaffel erneut Gold gewinnen.